# Джульбарс (собака)
Джульба́рс — собака минно-розыскной службы (МРС), участник Великой Отечественной войны. Джульбарс был личной собакой Дины Волкац, кинолога-инструктора из Харькова, жены командира 37-го отдельного батальона разминирования Александра Мазовера.

## Происхождение клички
Кличка «Джульбарс» (в переводе с казахского языка «тигр») стала популярной, особенно для овчарок, после выхода одноименного фильма 1935 года. Многие участвовавшие в войне собаки носили эту кличку, чем объясняется некоторая путаница с фотографиями знаменитой собаки-сапера.

## Боевая служба
С сентября 1944-го по август 1945 года Джульбарс сумел обнаружить без малого 7,5 тысячи мин и более 150 снарядов. Джульбарс участвовал в разминировании дворцов над Дунаем, замков Праги и соборов Вены.
С сентября 1944-го по август 1945 года, принимая участие в разминировании на территории Румынии, Чехословакии, Венгрии и Австрии, служебная собака по кличке Джульбарс обнаружила 7468 мин и более 150 снарядов
Отменное чутьё неутомимого пса отмечали и сапёры, разминировавшие могилу Тараса Шевченко в Каневе и Владимирский собор в Киеве.

## Мифы
О собаке Джульбарс в Интернете ходит несколько мифов.
Утверждается, что 21 марта 1945 года за успешное выполнение боевого задания Джульбарс был награждён медалью «За боевые заслуги» и он является единственной собакой, получившей эту награду во время Второй мировой войны. Однако это не подтверждается базами данных о награждениях, и статут награды не предполагал награждения животных.
Также утверждается, что на Параде Победы Джульбарса несли на лотке (в некоторых источниках — на руках) на кителе (в некоторых источниках — на шинели) Сталина по его личному распоряжению, так как пёс не мог идти самостоятельно из-за недавнего ранения. Однако это не подтверждается кинохроникой или фотографиями парада. Экс-министр и помощник президента Владимир Мединский заявил, что пса не было на Параде Победы.
Предположительно первоисточником обоих мифов являются статьи Марка Штейнберга в интернет-изданиях «Еврейский мир» и «Русский глобус».
Также существует предположение, что Джульбарс снялся в фильме по роману Джека Лондона «Белый Клык».